# Dmitrij Lebied´
Dmitrij Zacharowicz Lebied´ (ros. Дми́трий Заха́рович Ле́бедь, ur. 9 lutego?/21 lutego 1893 we wsi Jelecko-Nikołajewka w guberni jekaterynosławskiej, zm. 30 października 1937) – radziecki polityk i działacz partyjny, członek KC WKP(b) (1930-1937).
Urodzony w ukraińskiej rodzinie robotniczej, 1902 skończył szkołę kolejową, od 1908 był robotnikiem fabrycznym, 1909 wstąpił do SDPRR, bolszewik. Prowadził działalność partyjną w Jekaterynosławiu, 1914 powołany do armii, 1916 zdemobilizowany z powodu choroby, w styczniu 1917 aresztowany, w marcu 1917 zwolniony po rewolucji lutowej. W 1917 członek Rady Jekaterynosławskiej, komisarz milicji guberni jekaterynosławskiej i zastępca przewodniczącego Komitetu Wykonawczego Kolei Jekaterynosławskiej, od 12 lipca do 17 października 1918 zastępca członka KC KP(b)U, 1918 redaktor pisma "Włast´ Sowietow". Od 6 marca 1919 do 17 marca 1920 członek Komisji Rewizyjnej KP(b)U, 1919 zastępca przewodniczącego jekaterynosławskiego gubernialnego komitetu RKP(b), od września 1919 do lutego 1920 zastępca przewodniczącego komitetu wykonawczego włodzimierskiej rady gubernialnej, od lutego 1920 redaktor gazety "Zwiezda" w Jekaterynosławiu. Od 22 listopada 1920 do 12 maja 1924 członek KC KP(b)U, od 23 listopada 1920 do 12 maja 1924 II sekretarz KC KP(b)U i członek Biura Organizacyjnego KC KP(b)U, od 15 grudnia 1921 do 23 maja 1922 zastępca członka, a od 23 maja 1922 do 12 maja 1924 członek Biura Politycznego KC KP(b)U. Od 2 kwietnia 1922 do 23 maja 1924 zastępca członka KC RKP(b), od 16 maja 1924 do 6 grudnia 1925 członek i przewodniczący Centralnej Komisji Kontrolnej KP(b)U, jednocześnie ludowy komisarz inspekcji robotniczo-chłopskiej Ukraińskiej SRR, od 31 maja 1924 do 26 czerwca 1930 członek Centralnej Komisji Kontrolnej RKP(b)/WKP(b). Od 2 czerwca 1924 do 18 grudnia 1925 zastępca członka Prezydium Centralnej Komisji Kontrolnej RKP(b), 1925-1930 zastępca ludowego komisarza inspekcji robotniczo-chłopskiej ZSRR, od 1 stycznia 1926 do 26 czerwca 1930 członek Prezydium Centralnej Komisji Kontrolnej WKP(b) i jednocześnie od 1 stycznia 1926 do 19 grudnia 1927 zastępca członka Sekretariatu tej komisji. Od 7 lutego 1930 do sierpnia 1937 I zastępca przewodniczącego Rady Komisarzy Ludowych RFSRR, od 13 lipca 1930 do 12 października 1937 członek KC WKP(b), od 23 sierpnia 1930 przewodniczący Komitetu ds. Edukacji Powszechnej przy Radzie Komisarzy Ludowych RFSRR.
1 sierpnia 1937 aresztowany, 29 października 1937 skazany na śmierć przez Wojskowe Kolegium Sądu Najwyższego ZSRR pod zarzutem przynależności do kontrrewolucyjnej organizacji terrorystycznej" i następnego dnia rozstrzelany. 17 marca 1956 pośmiertnie zrehabilitowany.